# NGC 1754
NGC 1754 (другое обозначение — ESO 56-SC25) — шаровое скопление в созвездии Столовой Горы, расположенное в Большом Магеллановом Облаке. Открыто Джоном Гершелем в 1836 году. Описание Дрейера: «тусклый, маленький объект круглой формы, на краю в позиционном угле 135° находится звезда 13-й величины».
Возраст скопления должен составлять 13―14 миллиардов лет. Металличность составляет около −1,4…−1,5.
Этот объект входит в число перечисленных в оригинальной редакции «Нового общего каталога».